# Arlington Arts Center
El Arlington Arts Center, también conocido como AAC, es un museo privado de arte contemporáneo situado en Arlington (Virginia) y fundado en 1974.
Ubicado desde 1976 en el Maury School, exhibe obras de artistas regionales americanos. El centro programa exposiciones y eventos didácticos.

## Educación
El AAC ofrece clases destinadas a adultos, adolescentes y niños que quieren mejorar sus habilidades artísticas. Los profesores son artistas profesionales y muchos de ellos han destacado en sus ámbitos de actuación. Se ofrecen clases de fotografía, escultura, pintura y dibujo. 

## Residencia de estudio
El AAC ofrece 13 estudios para artistas donde estos pueden trabajar y expresarse en comunidad. La selección de los artistas está basada en méritos artísticos y en su potencial para trabajar en comunidad.Los artistas proceden de todo Estados Unidos.